# Panghsang
Koordinaten: 22° 11′ N, 99° 10′ O
Panghsang oder Pangkham (birmanisch ပန်ဆန်း, BGN/PCGN: panzan; chinesisch 邦桑, Pinyin Bāngsāng oder 邦康 Bāngkāng) ist die Hauptstadt der Special Region 2 des Shan-Staats in Myanmar, dem ehemaligen Birma. Die Special Region 2 ist auch als Wa-Staat bekannt. Hatte der Ort vor einigen Jahren nur einige hundert Einwohner, so ist in der letzten Zeit eine richtige Stadt mit 15.000 Einwohnern entstanden. Panghsang liegt nur wenige Kilometer von der Grenze zu Yunnan in der Volksrepublik China entfernt. Bis 1989 befand sich in Panghsang ein Hauptquartier der Kommunistischen Partei Birmas. Panghsang wurde nach der Niederlage der Nationalchinesen im Jahre 1949 für mehrere Jahre von den Kuomintang gehalten, die aber 1954 vertrieben werden konnten. Die Mehrheit der Bevölkerung gehört der Volksgruppe der Va an. Es gibt aber auch Shan, Lahu, Han-Chinesen (Kokang) und Birmanen. In der Umgebung von Panghsang befinden sich große Kautschuk- und Teeplantagen. In der Vergangenheit wurde auch Opium angebaut. In Panghsang befindet sich das Hauptquartier der United Wa State Army.

## Drogen

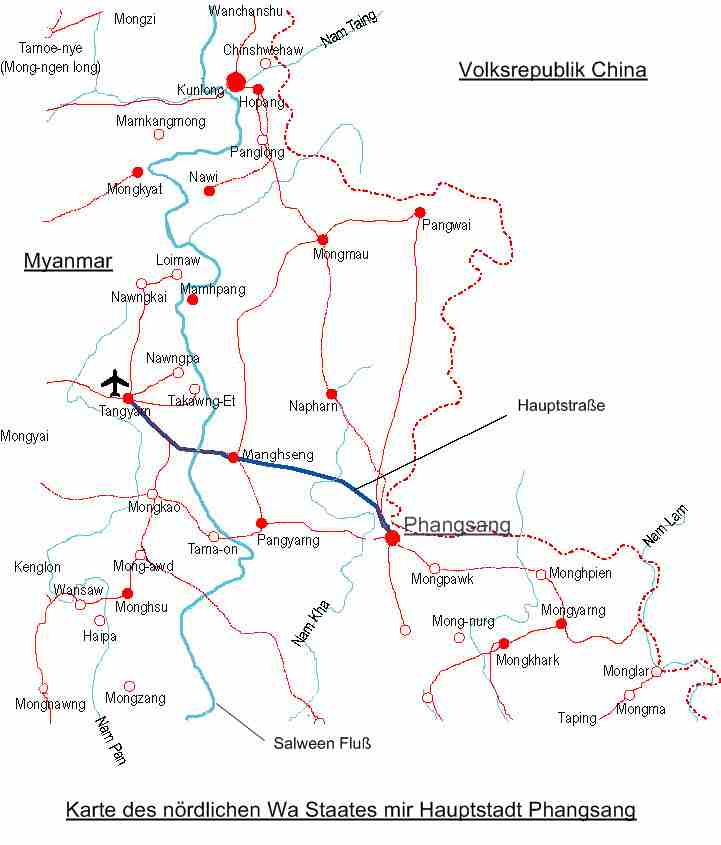
Karte des Wa-Staat mit Panghsang

Panghsang galt lange Zeit als die Hauptstadt des weltweiten Drogenhandels. In der Umgebung wurde massiv Opium angebaut und in Panghsang zu Heroin verarbeitet. 2005 wurde die Region um Panghsang von den Wa-Behörden zur drogenfreien Zone erklärt.